# 室蘭工業大学
室蘭工業大学（むろらん こうぎょうだいがく、英語: Muroran Institute of Technology）は、北海道室蘭市水元町27-1に本部を置く日本の国立大学。1887年創立、1949年大学設置。大学の略称は室工大（むろこうだい）および工大（こうだい）。

## 概観

### 大学全体
1887年設立の札幌農学校工学科が起源で、1939年設置の室蘭高等工業学校を前身とする。1949年に室蘭工業専門学校と北海道大学附属土木専門部が合併し、室蘭工業大学が開学した。北海道を代表する工業都市・室蘭に位置し、開学以来、教育と研究の両面で地域の特性を強く引き継ぎ、北海道の重工業を支える人材を育成してきた。

### 建学の精神（校訓・理念）
「創造的な科学技術で夢をかたちに」という教育目標を掲げる。産業都市室蘭の環境条件、立地条件と伝統を活かし、教育と研究の両面で地域の特性に多くを学ぶことを理念として「地域社会、国際社会における知の拠点として豊かな社会の発展に貢献する」ことを目的としている。

### 教育および研究
室蘭工業大学は、民間企業等と互いに研究者・研究経費・研究設備等を提供し合い研究を行う「共同研究制度」や、産業界等外部からの委託を受けて大学が実施研究する「受託研究制度」などの制度を設けている。産学の連携を通じて地域産業と大学研究、双方の発展と向上を目指している。

### 学風および特色
かつて「鉄の町」として知られた室蘭市が工業都市として発展するきっかけとなったのが、同大学である。当時の基幹産業である鉄鋼業等の産業発展に貢献した。

## 沿革

### 略歴
日中戦争激化に伴う戦時体制下の技術者拡充を図るため、1939年に増設された官立高等工業学校7校の一つ。室蘭高工創立時は、本科（修業年限3年）に機械科、電気科、工業化学科、採鉱科、冶金科を設置した。第二次世界大戦中の1944年に室蘭工業専門学校と改称された。学制改革で北海道大学附属土木専門部と合併し、新制室蘭工業大学となった。現在（2025年時点）では、日本に4校ある国立工業大学の一つ。
室蘭高工創立当初、室蘭市水元町の本校舎は建設途上だったため、北海道庁立室蘭商業学校（後の北海道室蘭商業高等学校）校舎を仮校舎として使用した。翌1940年、まず寄宿舎（明徳寮）が竣工し、1941年に校舎も竣工し、仮校舎から移転した。水元校地は新制室蘭工業大学に継承され、現在に至っている。

### 年表
- 1887年 札幌農学校工学科開設（4年制、1894年から募集停止）
- 1897年 札幌農学校土木工学科設置（3年制に格下げ）
- 1901年 札幌農学校土木工学科が高等教育機関化
- 1907年 東北帝国大学農科大学（附設）土木工学科と改称
- 1918年 北海道帝国大学附属土木専門部と改称
- 1939年 室蘭市に室蘭高等工業学校を設置
- 1944年 室蘭高等工業学校を室蘭工業専門学校と改称
- 1947年 北海道帝国大学附属土木専門部を北海道大学附属土木専門部と改称
- 1949年 室蘭工業専門学校と北海道大学附属土木専門部を母体として新制室蘭工業大学が発足、工学部を設置
- 1960年 短期大学部を設置
- 1966年 短期大学部を廃止
- 2004年 国立大学法人法の規定により国立大学法人室蘭工業大学発足
- 2019年 工学部から理工学部に学部再編

## 基礎データ

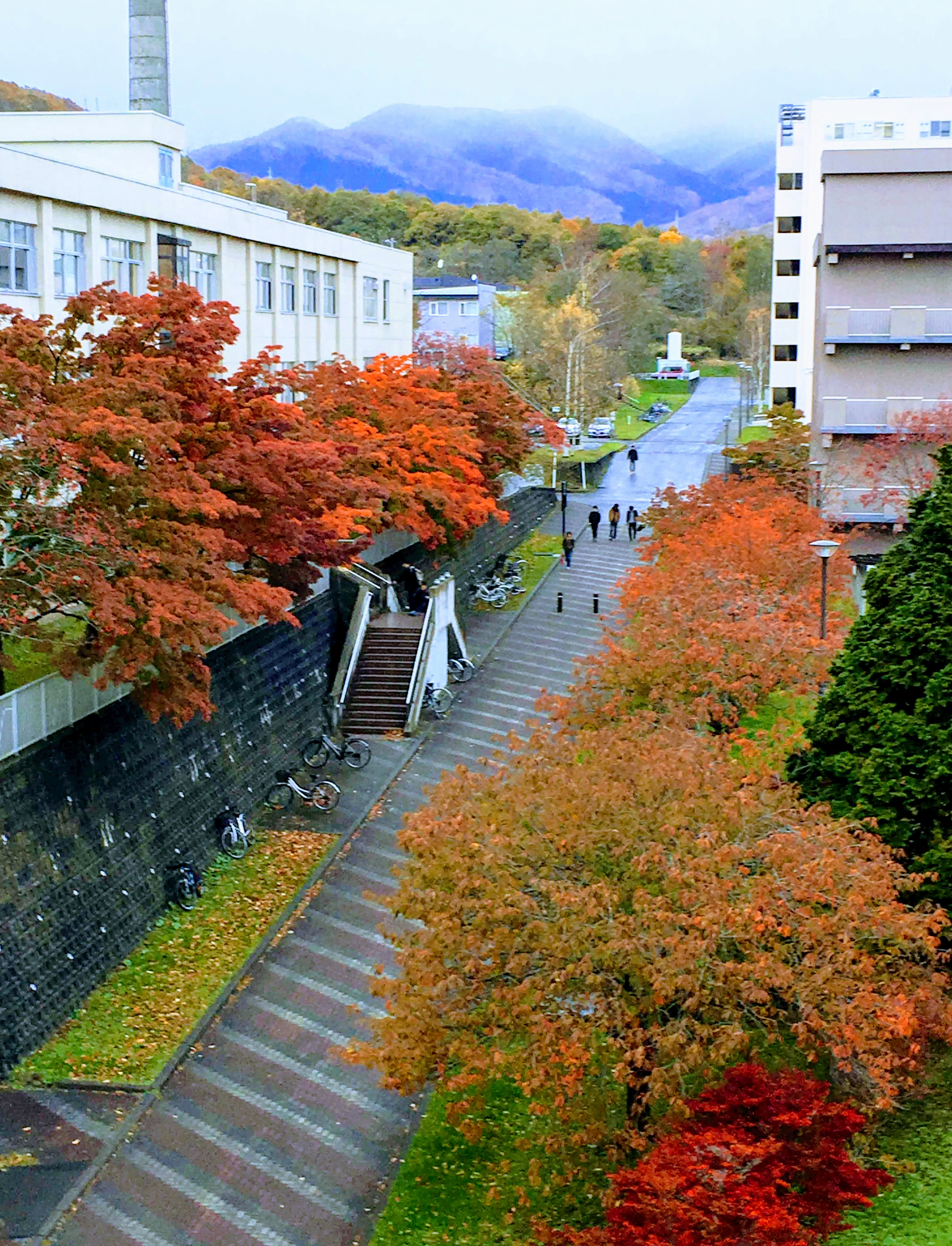
キャンパス内の様子（10月）奥に見える山は鷲別岳（室蘭岳）

### 所在地
- 北海道室蘭市水元町27-1

敷地面積
- 178,851 ㎡

### 学生数
- 学部生　2,837名（女子 368名, 留学生 87名）（2018年5月1日）
- 大学院生　544名（女子 67名, 留学生78名）（2018年5月1日）
- 研究生および科目履修生　22名（2018年5月1日）

### 学歌および寮歌
- 室蘭工業大学学歌
- 荒涼北州秋たけて
- 北斗の光

1996年6月13日にOBらによって吉町坂記念碑が建立され、その記念碑には学歌などが刻まれている。「吉町坂」とは室蘭工業大学から中島町までの坂道のことを指しており、初代学長である吉町太郎一の名前が由来となっている。

### キャラクター
2009年に創立60周年を迎えたことを機に大学の広報活動の一環として学内にてキャラクターを公募した。室蘭工業大学の頭文字「M」をモチーフにした「ムロぴょん」に決定した。

### グッズ
- ジンギスカン鍋
- 鐵の素クッキー（日本ギフト大賞2017年北海道賞）[3]

### 評価
- THE 世界大学ランキング 世界版 801-1000（2020年版）
- THE 世界大学ランキング 日本版　111-120（2018年版）
- 大学ブランド・イメージ調査（日経ＢＰコンサルティング）北海道 3位 (2018-2019年）
- 大学ランキング2019（朝日新聞出版）　コンピューター科学分野 1位　(分野別引用度数 2012-2016)
- THE 世界大学ランキング Engineering & Technology 　601-800（2019年版）

## 教育および研究

### 組織
1つの学部（昼間・夜間）、1つの大学院研究科からなる工学系単科大学である。2019年度より工学部から理工学部へ学部再編。

#### 学部・学科
- 理工学部

コース分属は2年次前期までの成績の上位者から希望に従い決定され、2年次後期より分属される。
- 創造工学科
  - 昼間コース
    - 建築土木工学コース
    - 機械ロボット工学コース
    - 航空宇宙工学コース
    - 電気電子工学コース

  - 夜間主コース
    - 機械系コース
    - 電気系コース

- システム理化学科(昼間コースのみ)
  - 物理物質システムコース
  - 化学生物システムコース
  - 数理情報システムコース

#### 大学院
- 工学研究科
  - 博士前期課程（修士課程）
    - 2014年入学生以降
      - 環境創生工学系専攻
        - 物質化学コース
        - 化学生物工学コース
        - 環境建築学コース
        - 土木工学コース
        - 公共システム工学コース

      - 生産システム工学系専攻
        - 機械工学コース
        - ロボティクスコース
        - 航空宇宙総合工学コース
        - 先進マテリアル工学コース
        - 応用物理学コース

      - 情報電子工学系専攻
        - 情報システム学コース
        - 知能情報学コース
        - 電気通信システムコース
        - 電子デバイス計測コース

    - 2013年入学生以前
      - 建築社会基盤系専攻
      - 公共システム工学専攻
      - 機械創造工学系専攻
      - 航空宇宙システム工学専攻
      - 応用理化学系専攻
      - 情報電子工学系専攻
      - 数理システム工学専攻

  - 博士後期課程
    - 2014年入学生以降
      - 工学専攻[注釈 1]
        - 先端環境創生工学コース
        - 先端生産システム工学コース
        - 先端情報電子工学コース

    - 2013年入学生以前
      - 建設環境工学専攻
      - 生産情報システム工学専攻
      - 航空宇宙システム工学専攻
      - 物質工学専攻
      - 創成機能工学専攻

#### 教員組織
- くらし環境系領域
- もの創造系領域
- しくみ情報系領域
- ひと文化系領域

#### 附属機関
- 教育施設
  - 情報メディア教育センター
- 学内共同教育研究施設
  - 地域共同研究開発センター
  - 機器分析センター
- 室蘭工業大学附属図書館
- 保健管理センター
- 国際交流センター
- 環境科学・防災研究センター
  - 環境汚染物質の評価・処理技術領域
環境汚染物質の処理技術部門、環境汚染物質の評価部門
  - 新エネルギー技術領域
水素エネルギーの応用部門、自然エネルギー部門
  - 環境保全・防災科学領域
環境評価と保全部門、防災科学部門
- キャリアサポートセンター
- 知的財産本部
- 航空宇宙機システム研究センター
  - プロジェクトグループ
小型無人実験機、小型ジェットエンジン、飛行システム技術
  - プロジェクト支援グループ
地上・飛行試験設備、数値シミュレーション
- ものづくり基盤センター
  - 教育・学習支援部門
  - ものづくり基盤技術研究部門
  - 地域連携部門
- ロボットアリーナ
- 全学共通教育センター
  - 主専門教育課程基底科目部門
    - 物理学担当グループ
    - 化学担当グループ
    - 数学担当グループ
    - 図学担当グループ
    - 技術者倫理担当グループ
    - 情報メディア基礎グループ
    - 基礎科学担当グループ

  - 副専門教育課程共通科目部門
    - 外国語科目担当グループ
    - 国際交流科目担当グループ
    - パーソナリティ科目担当グループ
    - 導入科目（文科系）担当グループ
    - 導入科目（理科系）インターサイエンス担当グループ

  - 副専門教育課程コース別科目部門
    - 環境と社会コース担当グループ
    - 市民と公共コース担当グループ
    - こころとからだコース担当グループ
    - 人間と文化コース担当グループ

  - 連携教養科目部門
    - 北海道地区国立大学教養教育連携科目担当グループ

  - 夜間主コース部門
    - 共通科目グループ
    - 副専門科目グループ

  - 大学院博士前期課程部門
    - 全学共通科目担当グループ
    - ＭＯＴ教育プログラムグループ
- 環境・エネルギーシステム材料研究機構
  - 原子力・核融合システム材料部
  - 再生可能エネルギーシステム材料部
  - イノベーション創出部
  - 新産業創出部
  - 複合環境効果評価施設
- 環境調和材料工学研究センター[注釈 2]
  - 希土類プロジェクト
    - 省エネルギー材料
    - エネルギー変換材料
    - 資源循環プロセス

  - 先進材料プロジェクト
    - 機能性グリーン材料
- 技術部
- 事務局

## 大学発ベンチャー企業
- 有限会社ハイパーソニックラボ
- 有限会社バイオトリート
- 有限会社ハイドロデバイス

※大学発ベンチャー企業とは、大学の研究成果をもとに起業するベンチャー企業のことである。

## 主な部活動・クラブ活動・サークル活動

### 公認サークル
室蘭工業大学ホームページに記載のサークル名のみを記載。

#### 体育会系
- アメリカンフットボール部
- 弓道部
- ヨット部
- アーチェリー部
- サイクリング部
- 室蘭工業大学パラグライダーサークルフライングパイレーツ
- バドミントン部
- 自動車部
- 単車会
- 硬式庭球部
- 硬式野球部
- THE SNOW BATTLE（雪合戦）
- 室蘭工業大学「新風」
- 合気道部
- 基礎スキー部
- アイスホッケー部
- ソフトテニス部
- セパタクローサークル「蹴舞」
- ボクシング部
- ラグビー部
- 柔道部
- 剣道部
- 空手道部
- ゴルフ部
- サイクリング部
- ワンダーフォーゲル部
- 卓球部

#### 文化系
- 学生宇宙研究開発機構 SARD
- Studio催事
- 放送研究会
- 室蘭プログラミングクラブ(MPC)
- 軽音楽部
- 夢工房 (Atelier of Dream) HP
- 管弦楽団
- 航空研究会
- Jazz研究会
- オリジナルフォーク愛好会
- 鉄道研究会
- 映像研究会OZE HP
- 天体観測Laboratory
- 工大祭実行委員会
- 小原流華道部
- PAネットワーク
- アカペラサークル　Glee Ground
- 文芸部
- 写真部
- 室工大ガンダム研究会

### 学園祭
工大祭

## 大学関係者と出身者
- 室蘭工業大学の人物一覧

## 対外関係

### 単位互換協定
- 北海道大学大学院工学研究科（1983年11月）
- 北海道大学大学院理学研究科（1983年12月）
- 北見工業大学、東京農工大学、電気通信大学、長岡技術科学大学、名古屋工業大学、豊橋技術科学大学、京都工芸繊維大学、九州工業大学、北陸先端科学技術大学院大学および奈良先端科学技術大学院大学（2003年2月）

- 苫小牧工業高等専門学校（2004年1月28日）
- 北海道大学大学院情報科学研究科（2005年12月）
- 小樽商科大学（2007年3月）
- 札幌医科大学、小樽商科大学、北海道医療大学および公立千歳科学技術大学（2010年3月）
- 北見工業大学、電気通信大学、大分大学および秋田県立大学（2011年3月）
- 北海道大学、北海道教育大学、帯広畜産大学および旭川医科大学（2014年2月）

### 他大学との協定
- 包括連携協定（大学）
  - 小樽商科大学（2007年9月4日）
  - 札幌医科大学（2007年11月20日）
  - 東京都市大学（2007年12月13日）
- 地（知）の拠点大学による地方創生推進事業（COC+)
  - 北見工業大学、北海道科学大学、公立千歳科学技術大学　（2015年12月18日）
  - 道内4高専（苫小牧工業高等専門学校、釧路工業高等専門学校、旭川工業高等専門学校、函館工業高等専門学校）（2015年12月18日）

### 地方自治体との協定
- 包括連携協定（地域）
  - 室蘭市、登別市、伊達市（2006年12月27日）
  - 白老町（2008年12月10日）
  - 三笠市（2012年8月1日）
  - 白糠町（2015年7月6日）
  - 大樹町（2020年3月30日）

### 研究機関との協定
- 連携協力協定
  - JAXA（2007年3月26日）
  - 北海道立総合研究機構（2014年11月14日）

### 企業との協定
- 包括連携協定
  - 月島機械（2011年4月20日）[4]
  - エア・ウォーター（2018年5月21日）[5]
  - 日本製鋼所（2019年9月11日）[6]

### 国際学術交流協定
大学間学術交流協定
- アメリカ合衆国
  - オレゴン工科大学（1985年10月17日）
  - ウエスタン・ワシントン大学
  - エイムズ研究所
- 中国
  - 河南理工大学
  - 大連交通大学
  - 北京科技大学
  - 瀋陽工業大学
  - 華中科技大学
  - 蘇州大学
  - 内蒙古師範大学
  - 曲阜師範大学
  - 上海交通大学

- 韓国
  - 忠南大学校
  - 安東大学校
  - 釜慶大学校工科大学
  - ソウル科学技術大学校
  - 韓国海洋大学校
  - ソウル保健環境研究院
  - 東義大学校
  - 江原大学校

- ドイツ
  - ダルムシュタット工科大学電気情報工学部
  - ツヴィッカウ応用科学大学
  - ケムニッツ工科大学
- フランス
  - トロワ工科大学

- オーストリア
  - レオベン大学
- ポーランド
  - AGH科学技術大学
- スペイン
  - グラナダ大学
  - マドリッド自治大学
- ハンガリー
  - ミシュコルツ大学
- ベトナム
  - ハノイ建築大学
- タイ
  - チェンマイ大学
  - キングモンクット工科大学ラカバン
  - 泰日工業大学
- ロシア
  - ニコラエフ無機化学研究所
  - 極東連邦大学
  - ヨッヘ物理技術研究所
- オーストラリア
  - ロイヤルメルボルン工科大学
- ウクライナ
  - プリアゾフスキー国立工科大学
- 中華民国（台湾）
  - 大葉大学
  - 国立台中科技大学情報流通学院
- インドネシア
  - 北スマトラ大学
- フィンランド
  - ラップランド大学

- ブラジル
  - サンパウロ州工学研究所 (IPT)
  - パラナ連邦工科大学
- インド
  - カルカッタ大学
- モンゴル
  - モンゴル工業技術大学

### 関係校
- 北海道室蘭工業高等学校
- 日本工学院北海道専門学校
- 東京都市大学

## 企業からの評価

### 出世力
- ダイヤモンド社の2006年年9月23日発行のビジネス誌『週刊ダイヤモンド』94巻36号（通巻4147号）「出世できる大学」と題された特集の出世力ランキング（日本の全上場企業3,800社余の代表取締役を全調査[7][8][9]）で、室蘭工業大学は、2006年時点で存在する744大学[10]中、第48位にランキングされた[11]。

- 『週刊エコノミスト』（2010年8月31日号）に掲載された、「卒業生数の割に役員・管理職の人数が多い度合い」で、室蘭工業大学は、2010年時点で存在する全国の778大学[12]中、第5位にランキングされた[11][13]。

## 不祥事

### 大学による不祥事
- 2019年11月8日 - 大学は、ホームページから卒業生延べ1187人の氏名や成績などが閲覧できる状態になっていたと発表した。原因として、9月のシステム切り替えの際に誤った操作をした可能性があるというとのこと。該当ページには教職員が使用する会議資料などに、2006年度～2013年度に在籍していた学生の個人情報が含まれていた。このほか外部評価委員14人の所属、氏名も掲載されていた。卒業生からの指摘により発覚。それまでの20日間程度、閲覧可能な状態であった[14][15]。